# کورکورن (مینیاپولیس)
کورکورن (به انگلیسی: Corcoran) یک منطقهٔ مسکونی در ایالات متحده آمریکا است که در مینیاپولیس واقع شده‌است. کورکورن ۳٬۹۴۲ نفر جمعیت دارد.